# Marina von Ditmar
Marina von Ditmar (née le 30 octobre 1914 à Pétrograd, mort le 3 septembre 2014 à Bad Kissingen) est une actrice allemande.

## Biographie
Marina von Ditmar vient de la Maison de Ditmar, Allemands des pays baltes, qui appartient à la Confrérie de la Chevalerie estonienne et à la Confrérie de la Chevalerie lettone. Ses parents sont Georg von Ditmar (né en 1889 à Peterhof, Russie), capitaine de la Marine et Helene Golovina (1894–1977).
Après des cours de théâtre auprès de Lucie Höflich et Ilka Grüning, elle commence sa carrière d'actrice au théâtre. Après de brefs engagements au théâtre de Brême et au Altes Theater de Leipzig, elle vient à la Volksbühne Berlin en 1937, où elle fait partie de l'ensemble permanent jusqu'en 1941
En 1933, à 19 ans, elle commence sa carrière d'actrice de cinéma d'abord avec Deka-Film puis UFA avec un petit rôle puis obtient lentement des rôles plus importants.
Elle se fait connaître grâce à d'autres rôles dans des films de propagande nazie. En 1944, elle touche un salaire journalier de 400 Reichsmarks et est payée de la même manière que Liesl Karlstadt ou Lina Carstens, tandis que les très populaires Lil Dagover et Marianne Hoppe gagnent environ 1500 Reichsmarks par jour.
Après la Seconde Guerre mondiale, von Ditmar n'apparaît que dans deux productions cinématographiques. Puis elle met fin à sa carrière et se replie complètement sur la vie privée en 1952.
En 1949, elle épouse le médecin de Breslau Hans-Georg Dehnhardt (1913–2001) , médecin-chef de la Rhön Clinic et plus tard propriétaire du sanatorium privé Kurländer Haus (Menzelstrasse) à Bad Kissingen. Son beau-fils est le réalisateur de documentaires Sebastian Dehnhardt (né en 1968 à Oshakati, Namibie).
Grâce à des contacts personnels avec la politique, la noblesse et le monde du cinéma et du théâtre, le couple reçoit de nombreux invités de marque dans leur sanatorium privé de Bad Kissingen dans les décennies suivantes, comme par exemple le couple royal thaïlandais Rama IX et Sirikit lors d'une visite au président fédéral Heinrich Lübke et de son épouse Wilhelmine en 1960.

## Filmographie
- 1934 : Mutter und Kind (de)
- 1934 : Die Czardasfürstin
- 1934 : Besuch im Karzer (court métrage)
- 1935 : Der eingebildete Kranke (court métrage)
- 1936 : Stadt Anatol
- 1937 : Anny a le béguin
- 1937 : Yette la divine
- 1937 : Liebe kann lügen
- 1937 : Der andere Mann (court métrage)
- 1938 : Amour et flirt
- 1938 : Pour le Mérite
- 1938 : Preußische Liebesgeschichte (de)
- 1939 : Faux coupables
- 1939 : Legion Condor (de)
- 1939 : Inspektor Warren wird bemüht (court métrage)
- 1940 : Weltrekord im Seitensprung
- 1940 : Le Prix du silence
- 1941 : Über alles in der Welt
- 1941 : Stukas
- 1942 : GPU
- 1942 : L'Implacable Destin
- 1942 : Mit den Augen einer Frau
- 1943 : Les Aventures fantastiques du baron Münchhausen
- 1943 : Wenn der junge Wein blüht
- 1943 : Die beiden Schwestern
- 1944 : Seine beste Rolle
- 1944 : Komm zu mir zurück
- 1944 : Ruf an das Gewissen (de) (sorti en 1949)
- 1950 : Kronjuwelen
- 1951 : Mutter sein dagegen sehr! (de)